# El amante japonés
El amante japonés es el vigésimo primer libro de la chilena Isabel Allende, publicada por Plaza & Janés, Editorial Sudamericana, en 2015.

## Reseña
«El amante japonés» es una novela de la escritora Isabel Allende. La historia se desarrolla en la ciudad de San Francisco y en la residencial para ancianos "Lark House" en el año 2010, aunque gran parte de la historia evoca, y tiene cierto desarrollo, en años anteriores y países distintos. Toca temas como el amor, el desarraigo, los prejuicios raciales, la familia y la eutanasia.
La historia gira en torno a Alma Belasco, una anciana muy reservada y que vive en el primer piso de la casa de reposo. Ella tiene ochenta y un años y lleva una vida misteriosa de la cual pocos residentes conocen detalles hasta que Irina, una cuidadora de dicha residencia comienza a indagar junto a Seth Belasco, abogado y nieto de Alma, sobre su vida con el pretexto de publicar un libro sobre la vida de la familia Belasco.
Poco a poco se comienza a revelar la vida de Alma hasta que ella desaparece por unos días y no se sabe dónde está. Cuando regresa a la residencia, vuelve muy feliz haciendo sospechar a Irina que Alma tiene un amante y el amante, piensa ella, es un señor japonés que aparece en una fotografía que tiene la anciana en su pieza, siendo esta la única que decora su habitación.
Se encuentra entre los 5 libros más vendidos en el mercado hispano.
Fue galardonado con el Premio Libro de Oro en 2015, por la Cámara Uruguaya del Libro, por ser superventas del año en su categoría.